# Marisa Polanec
Marisa Trude Polanec (* 1. Februar 1957 in Lustenau; geborene Marisa Kogler, heute Marisa Trude Bühler) ist eine ehemalige österreichische Politikerin und Unternehmerin. Polanec war von 1999 bis 2004 Abgeordnete zum Vorarlberger Landtag. 

## Leben und Wirken
Marisa Polanec wurde am 1. Februar 1957 als Tochter des Transportunternehmers Alfred Kogler und seiner Frau Ingrid in der Vorarlberger Marktgemeinde Lustenau geboren. Nach dem Besuch von Volks- und Hauptschule absolvierte sie die Handelsschule Lustenau und begann anschließend eine Lehre zur Speditionskauffrau. Nach absolvierter Lehre führte sie zunächst gemeinsam mit ihrem Ehemann einen Betrieb, ehe sie 1996 Geschäftsführerin der Polanec event marketing GmbH wurde. 
Polanec wurde nach der Landtagswahl in Vorarlberg 1999 als parteifreie Abgeordnete über die Liste der SPÖ Vorarlberg im Wahlbezirk Dornbirn in den Vorarlberger Landtag gewählt. Dort war sie in der 27. Gesetzgebungsperiode bis zur Landtagswahl 2004 Bereichssprecherin des SPÖ-Clubs für Kultur und Tourismus sowie Mitglied im Kulturausschuss, im Umweltausschuss und im Volkswirtschaftlichen Ausschuss.
Ab 2003 führte sie gemeinsam mit ihrem zweiten Ehemann Urs Bühler († 2025) das Tiergesundheitszentrum HealthBalance in Oberuzwil in der Schweiz. Am 6. Februar 2009 heiratete sie Urs Bühler, wobei sie zwei Kinder aus der vorangegangenen Beziehung hat. Per 2015 arbeitete sie selbständig als Imkerin und ist spätestens seit 2017 Schweizer Staatsangehörige mit Heimatberechtigung in Uzwil.